# Куя (Ненецкий автономный округ)
Куя — деревня в Заполярном районе Ненецкого автономного округа России. Входит в состав Приморско-Куйского сельсовета.

## История
Основана в 1574 году, как промысловая жира.

## Население
| 2002 | 2010 | 2012 |
| ---- | ---- | ---- |
| 135  | ↘86  | ↗152 |

Численность населения деревни, по данным Всероссийской переписи населения 2010 года, составляла 86 человек.

## География
Деревня расположена на правом берегу реки Печора. Рядом с деревней начинается протока — Печоры — Куйский Шар. В 1,5 км ниже по течению в протоку Куйский Шар впадает река Куя. Расстояние до административного центра муниципального образования «Приморско-Куйский сельсовет», посёлка Красное — 18 км. Расстояние до Нарьян-Мара — 15 км.

## Экономика
Основное занятие населения — рыболовство.

## Инфраструктура
Начальная школа-детский сад, ФАП, электростанция.